# Nectomys palmipes
Nectomys palmipes (Некроміс тринідадський) — вид гризунів з родини Хом'якові (Cricetidae).

## Проживання
Країни проживання: Тринідад і Тобаго; Венесуела.Середньорічна кількість опадів 1500 мм. Зустрічається в низовинних тропічних лісах, в зонах затоплюваної щільної високої трави і лісі біля води. Терпимий до вторинних місць проживання, у тому числі сільськогосподарських угідь.

## Поведінка
Веде нічний спосіб життя, поодинокий, наземний і напівводний. Харчується членистоногими, крабами та інших безхребетними, він також їсть фрукти та гриби. Пристосований для плавання і майже завжди знаходиться поруч з водою. Робить гнізда під колодами або корінням або в густій рослинності.

## Загрози та охорона
Здається, немає серйозних загроз для цього виду. Цей вид присутній в Національному Парку Марюса та інших охоронних територіях.
| Панда | Це незавершена стаття з теріології. Ви можете допомогти проєкту, виправивши або дописавши її. |